# Dirk Müller (autocoureur)

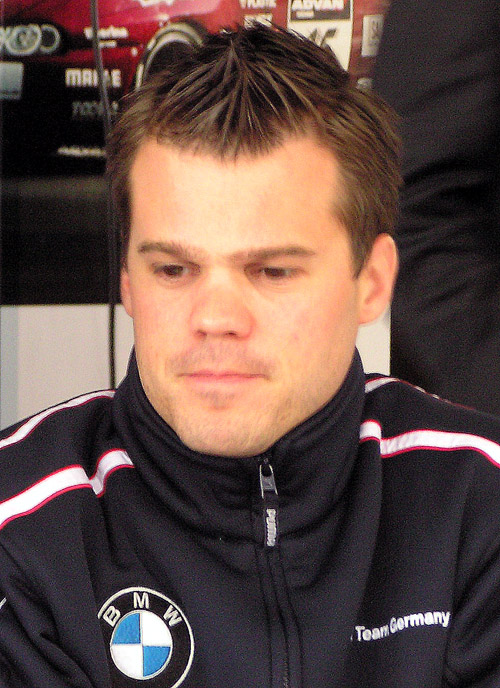
Dirk Müller in 2006.

Dirk Müller (Burbach, 18 november 1975) is een Duits autocoureur.

## Carrière
In 1996 won Müller een Formule 3-race op de Nürburgring. In 1998 won hij ook een race in de GT1-klasse in de 24 uur van Daytona. Dat jaar behaalde hij ook zijn eerste titel in de Duitse Porsche Carrera Cup. Na een tweede plaats in de GT-klasse van de 24 uur van Le Mans in 1999, behaalde hij in 2000 de titel in de GT-klasse van de American Le Mans Series.
Tussen 2002 en 2005 reden Müller en zijn landgenoot Jörg Müller (geen familie) in een BMW 320i in het door Schnitzer Motorsport bestuurde Team Deutschland in het European Touring Car Championship (vanaf 2005 het World Touring Car Championship geheten). In 2006 gebruikte het team een BMW 320si. Dirk eindigde achtereenvolgens als vierde, vijfde, tweede, tweede en zesde in deze kampioenschappen.
In 2004 wonnen de Müllers samen met Hans-Joachim Stuck de 24 uur van de Nürburgring in een BMW M3. In 2005 eindigden zij als tweede achter hun teamgenoten Pedro Lamy, Boris Said, Duncan Huisman en Andy Priaulx.
Na de touring cars stapte Müller over naar het door Ferrari bestuurde AF Corse in de FIA GT, waar hij samen met Toni Vilander de GT2-klasse won. In 2008 reed hij opnieuw in de American Le Mans Series in een Ferrari F430 naast Dominik Farnbacher in de GT2-klasse.
In 2009 keerde Müller terug naar BMW voor hun fabrieksteam Rahal Letterman Racing in de ALMS. Hij en Joey Hand wonnen het GT-kampioenschap in 2011 na overwinningen op de Sebring International Raceway, het Stratencircuit Long Beach en in Lime Rock Park. Ook eindigden ze dat jaar met Andy Priaulx derde in de GTE Pro-klasse van de 24 uur van Le Mans.